# Piedad Ortiz
Piedad Ortiz Renteria (Esmeraldas, 12 febbraio 1947) è un'ex cestista ecuadoriana.

## Carriera
Con l'Ecuador ha disputato i Campionati del mondo del 1971.